# 강희찬 (정치인)
강희찬(姜熹瓚, 1938년 4월 15일~1999년 12월 6일)은 대한민국의 정치인이다. 제14대 국회의원을 지냈다.

## 학력
- 한림초등학교 졸업
- 한림중학교 졸업
- 오현고등학교 졸업
- 동국대학교 정치외교학과 학사
- 동국대학교 대학원 정치학 석사
- 고려대학교 경영대학원 경영학 석사

## 경력
- 한국국제정치학회 회원
- 삼양실업(주) 대표이사
- 4월회 자문위원회 부위원장
- 한일의원연맹 간사
- 한카자흐스탄의원친선협회 부회장
- 국회 상공자원ㆍ예결ㆍ보사위원
- 새정치국민회의 제주도당위원회 당무국장 대리
- 통합민주당 제주도 북제주지구당위원회 위원장
- 한나라당 상임고문
- 한나라당 탈당(1998년 11월 18일)

## 역대 선거 결과
|  | 29.2% |

|  | 2.55% |